# Jean-Charles Hourcade
Jean-Charles Hourcade, né à Tarbes (Hautes Pyrénées) le 14 février 1949, est un économiste français, directeur de recherche émérite au CNRS et directeur d'étude à l'EHESS, spécialiste de l'analyse économique du changement climatique, en particulier des questions énergétiques. 

## Formation et carrière
Ancien élève d'HEC (1971), il soutient un doctorat en sciences sociales à l'université Paris I (1977), puis un doctorat d’état ès sciences économiques à l'Université Paris VIII (1984). Il rencontre Ignacy Sachs au début des années 1970, alors que celui-ci vient de créer le Groupe de Recherche sur les Stratégies de Développement à l'EHESS (Paris) qui devient en 1973 le Centre international de recherche sur l'environnement et le développement (CIRED). Il fait toute sa carrière dans cette unité de recherche qu'il dirige de 1987 à 2012.  
Spécialiste des enjeux énergie-environnement, il est parmi les premiers chercheurs en sciences sociales à s'intéresser aux questions de changement climatique, sur lesquelles il oriente les travaux de son équipe.  Il est l'auteur de plusieurs dizaines d'articles dans des revues académiques, en sciences économiques ou sur le changement climatique. Intensément impliqué dans de multiples expertises au niveau national et international, il est, entre 1995 et 2007, auteur coordinateur (coordinating lead author) de plusieurs chapitres des rapports successifs du groupe III du Groupe d'experts intergouvernemental sur l'évolution du climat (GIEC).

## Publications
- Hourcade, J. C. (1993). Modelling long-run scenarios: Methodology lessons from a prospective study on a low CO2 intensive country. Energy Policy, 21(3), 309-326.
- Hourcade, J. C., Richels, R., Robinson, J., Chandler, W., Davidson, O., Finon, D., ... & Tudini, A. (1996). Estimating the costs of mitigating greenhouse gases. Climate Change 1995, Economic and Social Dimensions of Climate Change, Contribution of Working Group II, 263-296.
- Ha-Duong, M., Grubb, M. J., & Hourcade, J. C. (1997). Influence of socioeconomic inertia and uncertainty on optimal CO2-emission abatement. Nature, 390(6657), 270-273.
- Hourcade, J. C., Shukla, P., Cifuentes, L., Davis, D., Edmonds, J., Fisher, B., ... & Yamaji, K. (2001). Global, regional, and national costs and ancillary benefits of mitigation. Climate change, 499-559.
- Hourcade, J. C., & Ghersi, F. (2002). The economics of a lost deal: Kyoto-La Haye-Marrakesh. The Energy Journal, 1-26.
- Ambrosi, P., Hourcade, J. C., Hallegatte, S., Lecocq, F., Dumas, P., & Duong, M. H. (2003). Optimal control models and elicitation of attitudes towards climate damages. Environmental Modeling & Assessment, 8(3), 133-147.
- Hourcade, J. C., Jaccard, M., Bataille, C., & Ghersi, F. (2006). Hybrid Modeling: New Answers to Old Challenges. The Energy Journal, 1-11.
- Crassous, R., Hourcade, J. C., & Sassi, O. (2006). Endogenous structural change and climate targets modeling experiments with Imaclim-R. The Energy Journal, 259-276.
- Fisher, B. S., Nakicenovic, N., Alfsen, K., Morlot, J. C., De la Chesnaye, F., Hourcade, J. C., ... & Warren, R. (2007). Issues related to mitigation in the long term context. Climate Change 2007: Mitigation. Contribution of Working Group III to the Fourth Assessment Report of the Intergovernmental Panel on Climate Change.
- Hallegatte, S., Hourcade, J. C., & Dumas, P. (2007). Why economic dynamics matter in assessing climate change damages: illustration on extreme events. Ecological economics, 62(2), 330-340.
- Sassi, O., Crassous, R., Hourcade, J. C., Gitz, V., Waisman, H., & Guivarch, C. (2010). Imaclim-R: a modelling framework to simulate sustainable development pathways. International Journal of Global Environmental Issues, 10(1), 5-24.
- Rozenberg, J., Hallegatte, S., Vogt-Schilb, A., Sassi, O., Guivarch, C., Waisman, H., & Hourcade, J. C. (2010). Climate policies as a hedge against the uncertainty on future oil supply. Climatic change, 101(3), 663-668.
- Lecocq, Franck, and Jean-Charles Hourcade. "Unspoken ethical issues in the climate affair: Insights from a theoretical analysis of negotiation mandates." Economic Theory 49.2 (2012): 445-471.
- Waisman, H., Guivarch, C., Grazi, F., & Hourcade, J. C. (2012). The IMACLIM-R model: infrastructures, technical inertia and the costs of low carbon futures under imperfect foresight. Climatic Change, 114(1), 101-120.
- Rozenberg, J., Hallegatte, S., Perrissin-Fabert, B., & Hourcade, J. C. (2013). Funding low-carbon investments in the absence of a carbon tax. Climate Policy, 13(1), 134-141.
- Clarke, L., Jiang, K., Akimoto, K., Babiker, M., Blanford, G., Fisher-Vanden, K., Hourcade J.-C.;... & McCollum, D. (2014). Assessing transformation pathways.In: Climate Change 2014: Mitigation of Climate Change. IPCC Working Group III Contribution to AR5. Cambridge University Press.
- Hourcade, J.-C., Combet, E., Fiscalité carbone et finance climat. Un contrat social pour notre temps, Paris, Les Petits Matins, 2017.
- de Coninck H, Revi A, Babiker M, Bertoldi P, Buckeridge M, Cartwright A, Dong W, Ford J, ... Hourcade, JC, et al.(2018). Chapter 4: Strengthening and implementing the global response. In: Global Warming of 1.5 C an IPCC special report on the impacts of global warming of 1.5 C above pre-industrial levels and related global greenhouse gas emission pathways, in the context of strengthening the global response to the threat of climate change. Intergovernmental Panel on Climate Change.
- Waisman, H., Bataille, C., Winkler, H., Jotzo, F., Shukla, P., Colombier, M., ... Hourcade, J.-C., ... & La Rovere, E. (2019). A pathway design framework for national low greenhouse gas emission development strategies. Nature Climate Change, 9(4), 261-268.